# Вакцина Pfizer/BioNTech против COVID-19
Вакцина Pfizer/BioNTech (BNT162b2) — вакцина на базе мРНК против COVID-19, разработанная немецкой биотехнологической компанией BioNTech при сотрудничестве с американской Pfizer и китайской Fosun Pharma. Распространяется под товарным знаком Comirnaty, на начальной стадии пандемии под названием Pfizer‑BioNTech COVID‑19 Vaccine. Международное непатентованное наименование тозинамеран (англ. tozinameran).
Вводится внутримышечно. Представляет собой мРНК-вакцину, состоящую из модифицированной нуклеозидами мРНК, кодирующей мутантную форму белка-шипа SARS-CoV-2, который инкапсулирован в липидные наночастицы. Для вакцинации необходимо ввести две дозы с интервалом в три недели.
Вакцина была испытана на тысячах людей в августе и сентябре 2020 года, при этом о серьёзных побочных эффектах не сообщалось. В ноябре 2020 года в рамках промежуточного анализа испытаний были изучены участники исследования, которым был поставлен диагноз COVID-19 и которые получили вакцину-кандидат, что показало потенциальную эффективность более 90 % в предотвращении инфекции в течение семи дней после второй дозы. Эффективность вакцины в отношении детей, беременных женщин или людей с ослабленным иммунитетом, а также продолжительность иммунного эффекта в настоящее время неизвестны.
К декабрю 2020 года несколько правительственных регулирующих органов в области лекарственных средств оценивали тозинамеран на предмет разрешения на экстренное применение для широкого использования. Требуется разрешение на экстренную помощь, поскольку испытания фазы III ещё продолжаются: мониторинг первичных результатов будет продолжаться до августа 2021 года, а мониторинг вторичных результатов будет продолжаться до января 2023 года. Великобритания стала первой страной, разрешившей использование этой вакцины по экстренному протоколу, за ней последовали Бахрейн, Саудовская Аравия и США, а Канада предоставила полное разрешение на продажу после ускоренного процесса рассмотрения.
В результате сотрудничества с BioNTech фармацевтическая компания Fosun Pharmaceutical получила права на производство и распространение вакцины на территории Китайской Народной Республики, а компания Pfizer — права на производство и распространение вакцины во всём мире, за исключением территории КНР.
21 декабря 2020 года вакцина «comirnaty» была одобрена Европейским агентством лекарственных средств для использования в экстренных случаях, 31 декабря того же года — Всемирной организацией здравоохранения. Выручка компании Pfizer от продажи этой вакцины за 2021 год составила 36,8 млрд долларов (45 % от всей выручки компании).

## История
Разработка вакцины началась в январе 2020 года.
27 июля 2020 года немецкая компания BioNTech, сотрудничающая с Pfizer, базирующейся в Нью-Йорке, и китайским производителем лекарств Fosun Pharma объявила о начале исследования фазы II / III своей мРНК-вакцины с участием 30 000 добровольцев в США и других странах, включая Аргентину, Бразилию и Германию. До этого в июле был опубликован предварительный результат исследований фазы I / II в США и Германии. Было обнаружено, что у добровольцев возникли антитела против SARS-CoV-2, а также иммунные Т-клетки, которые реагируют на вирус. У некоторых добровольцев наблюдались умеренные побочные эффекты, такие как нарушение сна и боли в руках.
Администрация Трампа заключила с Pfizer контракт на 1,9 миллиарда долларов на поставку 100 миллионов доз вакцины к декабрю и возможность приобретения ещё 500 миллионов доз. Между тем Япония заключила сделку на 120 миллионов доз. В случае одобрения представители Pfizer заявили, что к концу 2021 года они планируют произвести более 1,3 миллиарда доз своей вакцины во всём мире.
9 ноября 2020 года немецкая фармацевтическая компания BioNTech и американская Pfizer объявили, что предварительный анализ данных испытания вакцины показывает, что она эффективна более чем на 90 %. В рамках так называемого промежуточного анализа продолжающейся третьей фазы клинических испытаний были рассмотрены первые 94 подтверждённых случая заболевания COVID-19 среди более чем 43 000 добровольцев, получивших либо две дозы вакцины, либо плацебо. Было обнаружено, что менее 10 % инфицированных были участниками, которым была введена вакцина, и более 90 % инфицированных — участники, которым давали плацебо. Данный результат позволяет компаниям подать заявку в Управление по санитарному надзору за качеством пищевых продуктов и медикаментов (FDA) США на допуск вакцины к применению уже в этом месяце. Допуск вакцины для использования в экстренных случаях возможен, по мнению FDA, в случае не менее 50 % эффективности. Фармакомпании BioNTech и Pfizer собираются продолжить клинические испытания вакцины, пока число подтверждённых случаев заболевания COVID-19 среди испытуемых не достигнет 164.
18 ноября 2020 года фармацевтические концерны BioNTech и Pfizer уточнили результаты испытания вакцины, проанализировав все 164 случая, и пришли к выводу, что эффективность составляет 95 %. Среди людей старше 65 лет, у которых часто наблюдается слабая реакция на вакцины, эффективность вакцины составила 94 %.
| Точка отчёта                    | Случаев COVID-19 | Группа вакцины (случаев / из) | Группа плацебо (случаев / из) | Эффективность (в доверит. интервале 95 %) |
| ------------------------------- | ---------------- | ----------------------------- | ----------------------------- | ----------------------------------------- |
| Начиная со дня инъекции дозы 1  | 325              | 50 / 21314                    | 275 / 21258                   | 82,0 % (75,6—86,9)                        |
| Начиная с 7-го дня после дозы 2 | 170              | 8 / 17411                     | 162 / 17511                   | 95,0 % (90,0—97,9)                        |

## Разработка
До пандемии COVID-19 ни одна из вакцин против инфекционного заболевания не создавалась меньше чем за несколько лет и до пандемии не существовало вакцины против коронавирусной инфекции человека.
Разработка вакцины BNT162b2 была начата 10 января 2020 года после публикации китайским центром по контролю и профилактике заболеваний последовательностей генома вируса SARS-CoV-2. В январе 2020 года немецкая биотехнологическая компания BioNTech запустила программу по разработке вакцины против COVID-19 на основе уже существующей мРНК-технологии. Несколько вариантов вакцины были созданы компанией в лаборатории Майнца, 20 из которых были представлены специалистам института Пауля Эрлиха в Лангене.
Для исследования и разработки вакцины использовалась клеточная линия HEK 293, полученная из эмбриона человека после аборта.
Фаза I/II клинических испытаний началась в Германии 23 апреля 2020 года и 4 мая 2020 года — в США, при этом четыре вакцины-кандидата прошли клинические испытания.

### Эффективность в отношении варианта 501.V2
Предполагается, что существующие вакцины могут быть менее эффективны в отношении варианта вируса 501.V2. Угур Шахин, исполнительный директор BioNTech, заявил, что необходимы дальнейшие исследования, чтобы убедиться, что нынешняя вакцина работает против нового варианта. В настоящее время такие исследования идут в ЮАР. Однако, если вакцину будет необходимо скорректировать, компания может сделать это примерно за 6 недель.
Эффективность против 23 вариантов Covid-19.
Разработчики вакцины сообщают, что Pfrizer/BionTech справляется с 16 вариантами Covid-19. На данный момент ведутся исследования об эффективности вакцины против южноафриканского варианта SaRS-CoV-2.
Заявления перед Специальным комитетом Европейского парламента.
11 октября 2022 года президент Pfizer по международным развитым рынкам Джанин Смолл признала перед Европейский парламент, что вакцина, которую продавали Pfizer и BioNTech, не была протестирована против передачи COVID-19. Роберт Роос, член Группы европейских консерваторов и реформистов, позже загрузил видео ответа в свой аккаунт в Твиттере, также заявив, что «[эти заявления] подорвали правовую основу паспорта COVID».

## Технологическая платформа
Вакцина состоит из модифицированной нуклеозидами мРНК, кодирующей мутантную форму белка-шипа вируса SARS-CoV-2, который вызывает иммунный ответ против инфекции.
Вакцина-кандидат BNT162b2 выбрана как наиболее многообещающая среди трёх других вакцин, разработанных и произведённой BioNTech. Клинические испытания вакцины-кандидата BNT162b1 фазы I проводили BioNTech и Pfizer в Германии и США, Fosun — в Китае. Исследования фазы I показали, что BNT162b2 более безопасен, чем три других кандидата вакцины.

## Побочные эффекты
Наиболее частыми побочными эффектами у испытуемых в возрасте от 18 до 55 лет после второй инъекции были (числа в скобках для контрольной группы, получившей плацебо):
- боль в месте инъекции: 77,8 % (11,7 %)
- усталость: 59,4 % (22,8 %)
- головная боль: 51,7 % (24,1 %)
- боль в мышцах: 37,3 % (8,2 %)
- озноб: 35,1 % (3,8 %)
- боль в суставах: 21,9 % (5,2 %)
- высокая температура: 15,8 % (0,5 %)

Кроме того, по сообщениям Норвежского агентства лекарственных средств, полностью не исключена также и вероятность летального исхода от некоторых побочных эффектов вакцины, таких как лихорадка и тошнота, при вакцинации некоторых из ослабленных пожилых пациентов с фоновыми заболеваниями. Так, на середину января 2021 в Норвегии зарегистрированы 29 случаев летального исхода пациентов, произошедших вскоре после вакцинации препаратом, причины смертей исследуются.
Еженедельный немецкий журнал Der Spiegel сообщил о смерти 10 пожилых людей с тяжёлыми хроническими заболеваниями, произошедших также вскоре после вакцинации. А институт Пауля Эрлиха — о 325 предполагаемых случаях побочных эффектов после вакцинации в Германии.
Национальное агентство по безопасности медикаментов Франции выявило шесть случаев серьёзных побочных реакций после вакцинации препаратом. Согласно данным ведомства, в четырёх случаях отмечались аллергические реакции, а в двух других наблюдалась тахикардия.
По сообщениям The Times of Israel со ссылкой на заявления врачей, по меньшей мере двое жителей Израиля скончались спустя несколько часов после прививки вакциной Pfizer и BioNTech.
Согласно материалам газеты New York Post, в американском штате Флорида у одного из вакцинированных, отличавшегося крепким здоровьем и не имевшего вредных привычек и хронических заболеваний, препарат, возможно, спровоцировал развитие гемморагического инсульта, закончившегося летальным исходом.
По информации The Jerusalem Post как минимум у 13 жителей Израиля случился лицевой паралич в качестве побочного эффекта после прививки вакциной.
Согласно информации испанского агентства EFE, все 78 обитателей дома престарелых в Лагартере заразились коронавирусом после прививки вакциной 13 января 2021 г., и к 1 февраля 2021 г. 7 заболевших скончались.
Министерство здравоохранения Израиля заявило о выявлении случаев миокардита, который наблюдался в основном у молодых мужчин. С декабря 2020 года по май 2021 года было зарегистрировано 275 таких случаев среди вакцинированных. Ранее, в США у подростков обнаружили проблемы с сердцем. 226 случаев были подтверждены у американцев моложе 30 лет. У людей от 30 лет было зафиксировано 475 случаев миокардита или перикардита. Европейское агентство лекарственных средств (EMA) рекомендовало внести миокардит и перикардит в список побочных эффектов вакцины. Выводы основаны на изучении более 300 случаев у лиц, привившихся мРНК-вакцинами.

## Использование вакцины
- 20 ноября 2020 года концерны BioNTech и Pfizer подали запрос на экстренное использование в США их вакцины[62].

- 2 декабря 2020 года Министерство здравоохранения Великобритании по рекомендации регулятора MHRA (Агентство по контролю за лекарственными средствами и изделиями медицинского назначения) одобрило применение вакцины «BNT162b2» на территории Великобритании[63][64].

8 декабря 2020 года Великобритания первой из западных стран начала массовую вакцинацию против COVID-19.
- 21 декабря 2020 года вакцина компании BioNTech «BNT162b2» под названием «comirnaty» была зарегистрирована в ЕС-регистре медицинских препаратов[66]. В этот же день Европейское агентство лекарственных средств рекомендовало использовать (в чрезвычайной ситуации) вакцину comirnaty компаний BioNTech и Pfizer в Евросоюзе людям в возрасте 16 лет и старше[17].

- 31 декабря 2020 года Всемирная организация здравоохранения (ВОЗ) внесла в свой регистр вакцину «Comirnaty» против COVID-19 компаний BioNTech и Pfizer для использования в экстренных случаях, что сделало вакцину первой вакциной, признанной организацией в борьбе против пандемии, вспыхнувшей год назад[67]. В этот же день было выдано разрешение на экстренное использование[18]. Такое разрешение снимает препятствия для поставок вакцины, в том числе, в развивающиеся страны.

| Дата       | Страна            | Решение | Вакцинация              |
| ---------- | ----------------- | --- | ----------------------- |
| 02.12.2020 | Великобритания    | Unapproved. Emergency Use Authorization. Не утверждена. Разрешение на использование в чрезвычайной ситуации  | Вакцинация с 08.12.2020 |
| 04.12.2020 | Бахрейн           | Разрешение на использование в чрезвычайной ситуации                                                          | —                       |
| 09.12.2020 | Канада            | Authorized by interim order. Разрешение на временное использование                                           | Вакцинация с 15.12.2020 |
| 10.12.2020 | Саудовская Аравия | Разрешение на использование в чрезвычайной ситуации                                                          | —                       |
| 11.12.2020 | США               | Unapproved. Emergency Use Authorization. Не утверждена. Разрешение на использование в чрезвычайной ситуации. | Вакцинация с 14.12.2020 |
| 19.12.2020 | Швейцария         | Разрешение на использование                                                                                  | Вакцинация с 05.01.2021 |
| 21.12.2020 | Европейский союз  | Разрешение на использование в чрезвычайной ситуации                                                          |                         |

В феврале 2021 года СМИ сообщили, что Pfizer сорвала программу вакцинации в Южной Корее, поэтому вместо вакцины Pfizer будет использоваться вакцина AstraZeneca, которая уже производится в Южной Корее.

### Сноски
1. 1 2  International Nonproprietary Names for Pharmaceutical Substances (INN) (англ.). WHO (13 декабря 2020). Дата обращения: 20 декабря 2020. Архивировано 27 ноября 2020 года.
2. ↑  The inside story behind Pfizer and BioNTech's new vaccine brand name, Comirnaty | FiercePharma. Дата обращения: 26 декабря 2020. Архивировано 25 декабря 2020 года.
3. ↑  Draft landscape of COVID-19 candidate vaccines (англ.). WHO (8 января 2021). Дата обращения: 8 января 2021. Архивировано 11 октября 2020 года.
4. ↑  Das China-Syndrom (нем.). Wirtschaftskurier (29 декабря 2020). Дата обращения: 29 декабря 2020. Архивировано 9 января 2021 года.
5. ↑  EMA recommends first COVID-19 vaccine for authorisation in the EU (англ.). EMA (21 декабря 2020). Дата обращения: 21 декабря 2020. Архивировано 30 января 2021 года.
6. 1 2  Swissmedic erteilt Zulassung für den ersten Covid-19-Impfstoff in der Schweiz (нем.). Swissmedic (19 декабря 2020). Дата обращения: 19 декабря 2020. Архивировано 19 декабря 2020 года.
7. ↑  Comirnaty (англ.). Comirnatyglobal (22 января 2021). — «На начальной стадии пандемии вакцина может распространяться под названием Pfizer‑BioNTech COVID‑19 Vaccine». Дата обращения: 22 января 2021. Архивировано 30 декабря 2020 года.
8. ↑  Edward E. Walsh, Robert W. Frenck, Ann R. Falsey, Nicholas Kitchin, Judith Absalon. Safety and Immunogenicity of Two RNA-Based Covid-19 Vaccine Candidates // The New England Journal of Medicine. — 2020-10-14. — ISSN 0028-4793. — doi:10.1056/NEJMoa2027906. Архивировано 12 декабря 2020 года.
9. ↑  Edward E. Walsh, Robert Frenck, Ann R. Falsey, Nicholas Kitchin, Judith Absalon. RNA-Based COVID-19 Vaccine BNT162b2 Selected for a Pivotal Efficacy Study // medRxiv. — 2020-08-28. — doi:10.1101/2020.08.17.20176651. Архивировано 17 июня 2021 года.
10. ↑  Study to Describe the Safety, Tolerability, Immunogenicity, and Efficacy of RNA Vaccine Candidates Against COVID-19 in Healthy Individuals - Full Text View - ClinicalTrials.gov (англ.). clinicaltrials.gov. Дата обращения: 13 декабря 2020. Архивировано 11 октября 2020 года.
11. ↑  Pfizer Says Experimental COVID-19 Vaccine Is More Than 90% Effective (англ.). NPR.org. Дата обращения: 13 декабря 2020. Архивировано 9 ноября 2020 года.
12. 1 2  Covid-19 vaccine from Pfizer and BioNTech is strongly effective, data show (амер. англ.). STAT (9 ноября 2020). Дата обращения: 13 декабря 2020. Архивировано 9 ноября 2020 года.
13. ↑  Despite promise, many questions remain about Pfizer's Covid-19 vaccine (англ.). NBC News. Дата обращения: 13 декабря 2020. Архивировано 22 ноября 2020 года.
14. ↑  Covid vaccine: First 'milestone' vaccine offers 90% protection. BBC News. 9 ноября 2020. Архивировано 26 ноября 2020. Дата обращения: 13 декабря 2020.
15. ↑  BioNTech and Fosun Pharma form COVID-19 vaccine strategic alliance in China (англ.). BioNTech (16 марта 2020). Дата обращения: 27 декабря 2020. Архивировано 22 апреля 2021 года.
16. ↑  Pfizer and BioNTech Announce Further Details on Collaboration to Accelerate Global COVID-19 Vaccine Development (англ.). BioNTech (9 апреля 2020). Дата обращения: 27 декабря 2020. Архивировано 20 декабря 2020 года.
17. 1 2 3  EMA recommends first COVID-19 vaccine for authorisation in the EU (англ.). EMA (21 декабря 2020). Дата обращения: 21 декабря 2020. Архивировано 30 января 2021 года.
18. 1 2  COVID-19 mRNA Vaccine (nucleoside modified) COMIRNATY® (англ.). WHO (31 декабря 2020). Дата обращения: 31 декабря 2020. Архивировано 3 января 2021 года.
19. ↑  Annual Report 2021 (англ.). Pfizer Inc. (28 февраля 2022). Дата обращения: 7 марта 2021. Архивировано 7 марта 2022 года.
20. ↑  Jonathan Corum, Denise Grady, Sui-Lee Wee, Carl Zimmer. Coronavirus Vaccine Tracker (англ.). The New York Times (27 июля 2020). Дата обращения: 27 июля 2020. Архивировано 10 июня 2020 года.
21. ↑  Pfizer und BioNTech geben erfolgreiche erste Zwischenanalyse ihres COVID-19-Impfstoffkandidaten in laufender Phase-3-Studie bekannt (нем.). BioNTech (9 ноября 2020). Дата обращения: 9 ноября 2020. Архивировано 9 ноября 2020 года.
22. ↑  Pfizer and BioNTech Announce Vaccine Candidate Against COVID-19 Achieved Success in First Interim Analysis from Phase 3 Study (англ.). Pfizer (9 ноября 2020). Дата обращения: 9 ноября 2020. Архивировано 9 ноября 2020 года.
23. ↑  Kounang, Nadia. Pfizer says early analysis shows its Covid-19 vaccine is more than 90% effective (англ.). CNN (9 ноября 2020). Дата обращения: 9 ноября 2020. Архивировано 9 ноября 2020 года.
24. ↑  Дмитриев, Р.; Фон Ройсс, Т., Стрельцова, Ю., Губарев, А.: . Коронавирус. Вакцины. Pfizer и BioNTech: первая реальная победа над ковидом! Mosmedpreparaty.ru. Мосмедпрепараты (9 ноября 2020). Дата обращения: 12 ноября 2020. Архивировано 12 ноября 2020 года.
25. ↑  Вакцина Pfizer и BioNTech от COVID-19 показала эффективность 95 процентов. РИА Новости (18 ноября 2020). Дата обращения: 18 ноября 2020. Архивировано 18 ноября 2020 года.
26. ↑  Assessment report (англ.). EMA (21 сентября 2020). Дата обращения: 14 февраля 2021. Архивировано 4 марта 2021 года.
27. ↑  Gates, Bill. The vaccine race explained: What you need to know about the COVID-19 vaccine. The Gates Notes (30 апреля 2020). Дата обращения: 2 мая 2020. Архивировано 14 мая 2020 года.
28. ↑  Polack, Fernando (10 декабря 2020). Safety and Efficacy of the mRNA Covid-19 Vaccine. New England Journal of Medicine. doi:10.1056/NEJMoa2034577. Архивировано 1 января 2021. Дата обращения: 3 января 2021. development of BNT162b2 was initiated on January 10, 2020, when the SARS-CoV-2 genetic sequence was released by the Chinese Center for Disease Control and Prevention and disseminated globally by the GISAID (Global Initiative on Sharing All Influenza Data) initiative
29. ↑  Bohn, Mary Kathryn (7 октября 2020). IFCC Interim Guidelines on Molecular Testing of SARS-CoV-2 Infection. Clinical Chemistry and Laboratory Medicine. 58: 1993–2000. doi:10.1515/cclm-2020-1412. Архивировано 2 января 2021. Дата обращения: 3 января 2021.
30. ↑  CEPI's collaborative task force to assess COVID-19 vaccines on emerging viral strains. BioSpectrum - Asia Edition. 23 ноября 2020. Архивировано 30 марта 2021. Дата обращения: 3 января 2021. the first SARS-CoV-2 viral genomes were shared via GISAID on 10 January 2020
31. ↑  Update on our COVID-19 vaccine development program with BNT162b2 (PDF) (Press release). BioNTech. 2 декабря 2020. Архивировано 3 декабря 2020. Дата обращения: 12 декабря 2020.
32. ↑  Papadopoulos, Christian (14 декабря 2020). Chronologie - So entstand der Corona-Impfstoff von Biontech [Chronology - That's how the Covid-vaccine of Biontech was being developed] (нем.). Südwestrundfunk. Архивировано 2 декабря 2020. Дата обращения: 3 января 2021.
33. ↑  You asked, we answered: Do the COVID-19 vaccines contain aborted fetal cells? Архивная копия от 24 марта 2021 на Wayback Machine Nebraska Medicine, 18.08.2021.
34. ↑  Knapton, Sarah (4 января 2021). South African variant may evade vaccines and testing, warn scientists. The Telegraph. Архивировано 15 декабря 2021. Дата обращения: 5 января 2021.
35. ↑  COVID vaccines "might not" work as well on South African strain, scientists warn (амер. англ.). www.cbsnews.com. Дата обращения: 5 января 2021. Архивировано 3 декабря 2021 года.
36. ↑  U.K. scientists worry vaccines may not protect against coronavirus variant found in South Africa | CBC News. CBC. Архивировано 5 января 2021. Дата обращения: 5 января 2021.
37. 1 2  BioNTech vaccine for new COVID-19 variant could be ready in 6 weeks (англ.). euronews (22 декабря 2020). Дата обращения: 5 января 2021. Архивировано 8 января 2021 года.
38. ↑  WHO | SARS-CoV-2 Variants. WHO. Дата обращения: 5 января 2021. Архивировано 5 января 2021 года.
39. ↑  Mario Lotmore. Bombshell: Pfizer Exec admits COVID vaccine never tested on preventing transmissions (амер. англ.). Lynnwood Times (11 октября 2022). Дата обращения: 15 октября 2022. Архивировано 14 октября 2022 года.
40. ↑  Posts mislead on Pfizer COVID vaccine’s impact on transmission (англ.). AP NEWS (13 октября 2022). Дата обращения: 15 октября 2022. Архивировано 15 октября 2022 года.
41. ↑  https://twitter.com/rob_roos/status/1579759795225198593. Twitter. Дата обращения: 15 октября 2022. Архивировано 14 октября 2022 года.
42. 1 2  Gaebler C, Nussenzweig MC (October 2020). All eyes on a hurdle race for a SARS-CoV-2 vaccine. Nature. 586 (7830): 501–2. doi:10.1038/d41586-020-02926-w.
43. ↑  Clinical trial number NCT04368728 for "NCT04368728: Study to Describe the Safety, Tolerability, Immunogenicity, and Efficacy of RNA Vaccine Candidates Against COVID-19 in Healthy Individuals" at ClinicalTrials.gov
44. ↑  Mulligan MJ, Lyke KE, Kitchin N, Absalon J, Gurtman A, Lockhart S, et al. (October 2020). Phase I/II study of COVID-19 RNA vaccine BNT162b1 in adults. Nature. 586 (7830): 589–593. doi:10.1038/s41586-020-2639-4. PMID 32785213.
45. ↑  Walsh EE, Frenck RW, Falsey AR, Kitchin N, Absalon J, Gurtman A, et al. (October 2020). Safety and Immunogenicity of Two RNA-Based Covid-19 Vaccine Candidates. The New England Journal of Medicine. 383 (25): 2439–50. doi:10.1056/NEJMoa2027906. PMC 7583697. PMID 33053279.
46. 1 2  China's Fosun to end BioNTech's COVID-19 vaccine trial, seek approval for another. Reuters. 3 ноября 2020. Архивировано 12 декабря 2020. Дата обращения: 3 января 2021.
47. ↑  Vaccines and Related Biological Products Advisory Committee Meeting (англ.). FDA (10 декабря 2020). Дата обращения: 10 декабря 2020. Архивировано 1 января 2021 года.
48. ↑  Norway Raises Concern Over Vaccine Jabs for the Elderly Архивная копия от 16 января 2021 на Wayback Machine на сайте https://www.bloomberg.com/europe Архивная копия от 16 января 2021 на Wayback Machine
49. ↑  В Германии умерли десять привитых от COVID-19 человек. Дата обращения: 16 января 2021. Архивировано 15 января 2021 года.
50. ↑  Во Франции выявили новые побочные реакции на вакцину Pfizer и BioNTech. Дата обращения: 17 января 2021. Архивировано 16 января 2021 года.
51. ↑  Еще один житель Израиля умер после вакцинации от коронавируса. ТАСС. Дата обращения: 17 января 2021. Архивировано 20 января 2021 года.
52. ↑  Jackie Salo. Investigation into Florida doctor who died two weeks after COVID-19 vaccine (амер. англ.). New York Post (7 января 2021). Дата обращения: 17 января 2021. Архивировано 22 января 2021 года.
53. ↑  У 13 израильтян случился лицевой паралич после прививки вакциной Pfizer: Общество: Мир. Lenta.RU. Дата обращения: 17 января 2021. Архивировано 17 января 2021 года.
54. ↑  В испанском доме престарелых выявили вспышку COVID после прививки Pfizer. РИА Новости. Дата обращения: 2 января 2021. Архивировано 1 февраля 2021 года.
55. ↑  В Израиле заявили о возможной связи между вакциной Pfizer и миокардитом. Российская газета. 2 июня 2021. Архивировано 6 июня 2021. Дата обращения: 6 июня 2021.
56. ↑  В США выявили проблемы с сердцем у привитых Moderna и Pfizer подростков. Известия. 24 мая 2021. Архивировано 9 июня 2021. Дата обращения: 9 июня 2021.
57. ↑  Ученых встревожило воспаление сердечной мышцы после вакцинации молодежи от коронавируса. Московский комсомолец. 23 мая 2021. Архивировано 9 июня 2021. Дата обращения: 17 июня 2021.
58. ↑  В США получены доказательства связи вакцины мРНК с сердечной недостаточностью. Российская газета. 11 июня 2021. Архивировано 11 июня 2021. Дата обращения: 15 июня 2021.
59. ↑  ВОЗ изучит данные о появлении миокардита после вакцины от коронавируса Pfizer. Телеканал 360. 14 июня 2021.
60. ↑  EMA рекомендовала включить миокардит и перикардит в список побочных эффектов двух вакцин. ТАСС. 10 июля 2021. Архивировано 10 июля 2021. Дата обращения: 10 июля 2021.
61. ↑  В ЕС заявили о риске воспаления сердца после вакцинации Pfizer и Moderna. РИА Новости. 10 июля 2021. Архивировано 10 июля 2021. Дата обращения: 10 июля 2021.
62. ↑  Pfizer и BioNTech подали заявку на использование в США их вакцины от COVID-19. Интерфакс (20 ноября 2020). Дата обращения: 20 ноября 2020. Архивировано 20 ноября 2020 года.
63. ↑  UK authorises Pfizer/BioNTech COVID-19 vaccine (англ.). Department of Health and Social Care (2 декабря 2020). Дата обращения: 2 декабря 2020. Архивировано 2 декабря 2020 года.
64. ↑  Великобритания одобрила вакцину Pfizer и BioNTech от коронавируса. РИА Новости (2 декабря 2020). Дата обращения: 2 декабря 2020. Архивировано 2 декабря 2020 года.
65. ↑  Covid-19 vaccine: First person receives Pfizer jab in UK. 8 декабря 2020. Архивировано 8 декабря 2020. Дата обращения: 8 декабря 2020.
66. ↑  Union Register of medicinal products for human use (англ.). European Commission (21 декабря 2020). Дата обращения: 21 декабря 2020. Архивировано 24 января 2021 года.
67. ↑  WHO issues its first emergency use validation for a COVID-19 vaccine and emphasizes need for equitable global access (англ.). WHO (31 декабря 2020). Дата обращения: 31 декабря 2020. Архивировано 17 марта 2021 года.
68. ↑  Regulatory Decision Summary - Pfizer-BioNTech COVID-19 Vaccine - Health Canada (англ.). Health Canada (9 декабря 2020). Дата обращения: 9 декабря 2020. Архивировано 30 января 2021 года.
69. ↑  FDA Takes Key Action in Fight Against COVID-19 By Issuing Emergency Use Authorization for First COVID-19 Vaccine (англ.). Food and Drug Administration (11 декабря 2020). Дата обращения: 11 декабря 2020. Архивировано 18 марта 2021 года.
70. ↑  Emergency Use Authorization (EUA) for an Unapproved Product. Review Memorandum. (англ.). Food and Drug Administration (14 декабря 2020). Дата обращения: 14 декабря 2020. Архивировано 29 января 2021 года.
71. ↑  NYT: вакцине Pfizer выдали лицензию на использование в экстренных случаях. РИА Новости (12 декабря 2020). Дата обращения: 12 декабря 2020. Архивировано 12 декабря 2020 года.
72. ↑  JoongAng Ilbo (Южная Корея): Pfizer провалила программу вакцинации в Корее. Поможет «Спутник V». inosmi.ru (9 февраля 2021). Дата обращения: 24 февраля 2021. Архивировано 24 февраля 2021 года.